# San Biagio Saracinisco

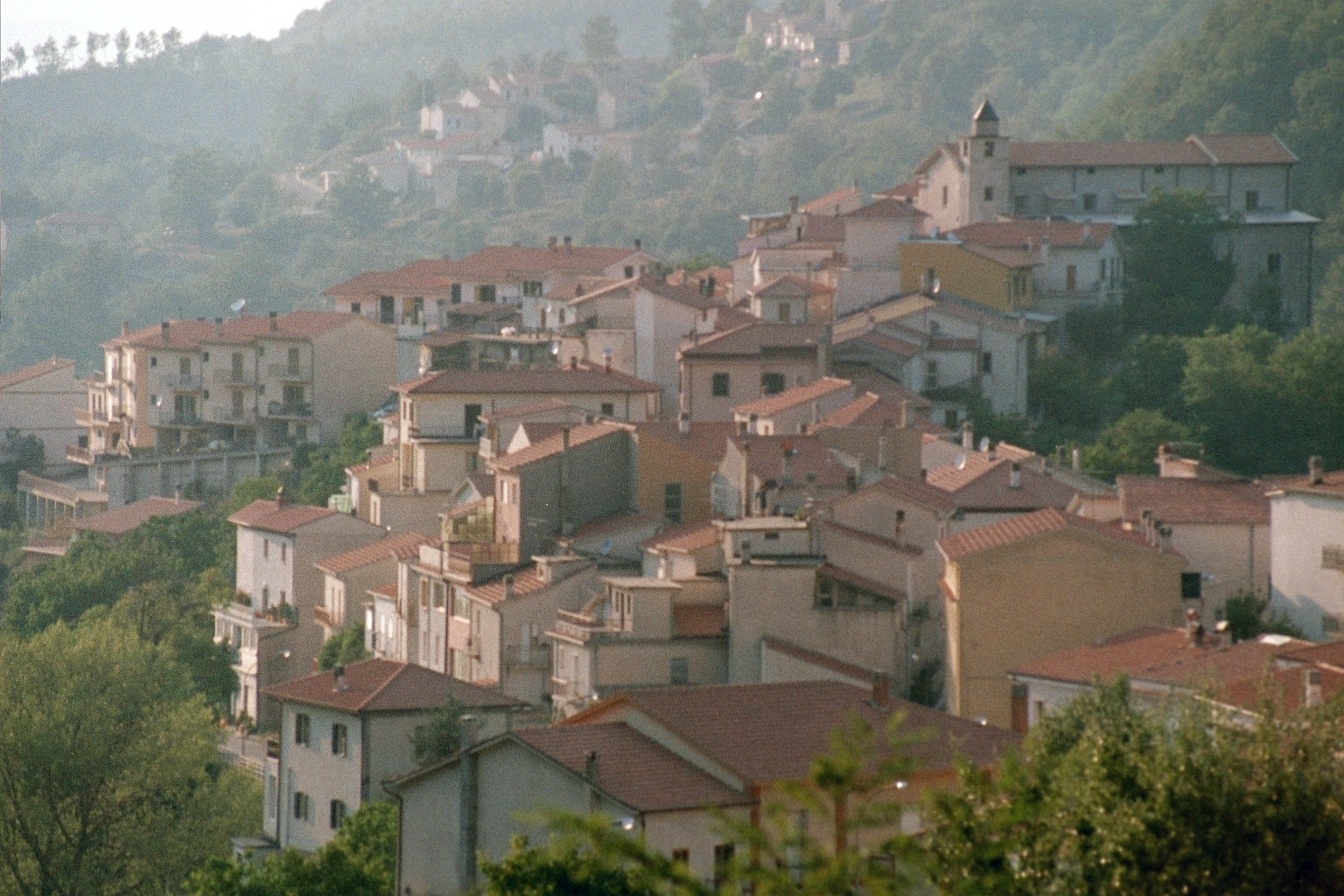
San Biagio Saracinisco

San Biagio Saracinisco ist eine Gemeinde in der Provinz Frosinone in der italienischen Region Latium mit 297 Einwohnern (Stand 31. Dezember 2023). Sie liegt 149 km östlich von Rom und 67 km östlich von Frosinone.

## Geographie
San Biagio Saracinisco liegt auf einer langgezogenen Terrasse am Abhang der Monti della Meta oberhalb des Tals des Rapido. Ein großer Teil des Gemeindegebiets gehört zum Nationalpark Abruzzen, Latium und Molise. Der höchste Punkt der Gemeinde ist der Monte Cavallo (2039 m). San Biagio ist Mitglied der Comunità Montana Valle di Comino.
Die Nachbarorte sind Castel San Vincenzo (IS), Picinisco, Pizzone (IS), Rocchetta a Volturno (IS), Sant’Elia Fiumerapido und Vallerotonda.

### Verkehr
San Biagio Saracinisco wird mit der Strada Statale 627 della Vandra, die von Sora nach Isernia führt, an das Fernstraßennetz angeschlossen.

## Geschichte
San Biagio war bereits von Samniten bevölkert, bevor es ins Römische Reich eingegliedert wurde. Daran erinnert noch eine samnitische Nekropole in der Nähe des Dorfes.
Nach der Schlacht am Garigliano flohen einige Sarazenen in die Berge bei San Biagio, um sich hier zu verschanzen. Daran erinnert noch heute der Beiname Saracinisco.
Im Mittelalter hatte das Dorf wenig Bedeutung und gehörte wechselnden Herren. Im Zweiten Weltkrieg wurde die Bevölkerung von San Biagio am 15. Januar von der deutschen Besatzung in ein Lager bei Rom gebracht. Beim Vormarsch der Alliierten wurde das Dorf in der Folge komplett zerstört. So konzentriert sich heute das touristische Interesse auf die spektakuläre Natur. Es entstanden zahlreiche Ferienhäuser für Bewohner der umliegenden Großstädte.

## Bevölkerungsentwicklung
| Jahr      | 1861 | 1881 | 1901 | 1921 | 1936 | 1951 | 1971 | 1991 | 2001 |
| --------- | ---- | ---- | ---- | ---- | ---- | ---- | ---- | ---- | ---- |
| Einwohner | 1149 | 1255 | 1567 | 1196 | 1127 | 1063 | 573  | 438  | 365  |

Quelle: ISTAT

## Politik
Dario Giustino Iaconelli (Bürgerliste) wurde im Mai 2007 zum Bürgermeister gewählt. Am 12. Juli 2017 trat er sein jüngstes Mandat an.

## Söhne und Töchter der Stadt
- Maria Rosaria Valentini (* 1963 in San Biagio Saracinisco), Dichterin und Schriftstellerin, wohnt in Sorengo[2][3]